# Alex Sinclair
Alex Sinclair est un coloriste de comic book mexicain connu pour son travail avec Jim Lee et Scott Williams.

## Biographie

### Débuts
Alex Sinclair a un diplôme en art. Durant les deux années qui suivent la fin de ses études à l'université de San Diego, il arpente les différentes conventions pour présenter son travail sous forme de portfolio. Le dossier regroupe plusieurs niveaux de travail : dessins, encrage et couleurs. C'est surtout son travail de coloration qui attire l'intérêt des observateurs. C'est donc dans ce domaine qu'il tente de percer. Quand il apprend que la nouvelle compagnie Wildstorm recherche différents artistes, ce sont des tests de couleurs qu'il envoie,.

### Carrière
Alex Sinclair commence sa carrière dans l'industrie du comics en 1993 lorsque Jim Lee l'engage pour Wildstorm qu'il vient de créer. Il est bien connu pour ses collaborations avec Jim Lee et Scott Williams. La compagnie est rachetée par DC Comics en 1998 et permet à Sinclair de travailler sur des personnages phares de la firme comme Batman, Harley Quinn et Superman. En 2006, il signe un contrat d'exclusivité avec DC Comics.
Il lui faut entre une et trois heures pour colorer une page. Ce temps varie en fonction de l'artiste et de sa technique de dessin. Plus le dessin est réaliste et complexe et plus il lui faudra de temps.
En 2019, toujours sous contrat d'exclusivité pour DC Comics, il travaille sur le projet Superman: Year One avec Frank Miller, John Romita Jr. et Danny Miki.
Il donne aussi des cours de dessin animalier au Zoo de San Diego.
Début 2021, son contrat pour DC prend fin après 15 ans d'exclusivité,.

### Vie privée
Il est marié et a quatre filles.

## Distinctions

### Récompenses
- 2003 : Wizard Fan Awards « Coloriste préféré » pour son travail sur Batman[8].
- 2016 : Prix Inkpot[9].

### Nominations
- 2010 : Prix Eisner « Meilleure coloration » pour son travail sur Blackest Night et Batman and Robin[10].

## Publications
Son travail sur les comics comprend :
- 1995-1996 : Gen13
- 1997-1998 : Divine Right
- 1999 : The Books of Faerie: Molly's Story
- 2000 : Top 10
- 2001 : Harley Quinn
- 2002-2003 : Batman no 608-619 (Batman : Silence)
- 2004-2005 : Batman no 626-642
- 2006 : All Star Batman no 1-5
- 2006 : 52
- 2009 : Batman and Robin
- 2009 : Blackest Night: Batman no 3
- 2009-2010 : Blackest Night
- 2010 : Blackest Night: Green Lantern
- 2010 : Joker's Asylum II: Harley Quinn
- 2010 : The Authority: The Lost Year no 5-12
- 2010-2011 : DC Universe: Legacies
- 2010-2011 : Wonder Woman no 602-610
- 2011 : Action Comics no 898
- 2011 : Flashpoint: Hal Jordan no 3
- 2011 : Justice League
- 2011 : Young Justice
- 2011-2012 : Batman: The Dark Knight no 1-5
- 2011-2016 : Green Lantern
- 2013 : Astro City
- 2013 : Stormwatch no 2-4 + 6 + 8-9
- 2014 : Harley Quinn (The New 52)
- 2016 : Batman: Europa no 1
- 2016 : Harley Quinn (Rebirth)
- 2016-2019 : Suicide Squad
- 2019 : Superman: Year One